# Łagiernyj (przystanek kolejowy)
Łagiernyj (ros. Лагерный) – przystanek kolejowy w miejscowości Riazań, w obwodzie riazańskim, w Rosji. Położony jest na linii Moskwa – Riazań.